# Oliver Hein
Oliver Hein (Straubing, 22 marzo 1990) è un ex calciatore tedesco, di ruolo difensore o centrocampista.